# Abigor
Abigor – zespół blackmetalowy pochodzący z Austrii. Jego założycielami byli Peter Kubik i Thomas Tannenberger. Wczesne dokonania zespołu inspirowane były twórczością J.R.R. Tolkiena. Po wydaniu kilku taśm demo zespół opuścił wokalista Tharen. Został on zastąpiony przez Sileniusa.
W roku 2000 Thomas Tannenberger zmuszony został do opuszczenia grupy z powodu problemów osobistych. Po jego odejściu Abigor nagrał jeszcze dwa albumy po czym rozpadł się w roku 2003. Większość płyt grupy ukazała się nakładem wytwórni Napalm Records.
W marcu 2006 Abigor został reaktywowany. Jako wokalista dołączył Arthur Rosar. Rok później Abigor nagrał nowy album, noszący tytuł Fractal Possession. W 2010 roku zespół nagrał swój ósmy album studyjny pt. Time Is the Sulphur in the Veins of the Saint....

## Muzycy

### Obecny skład zespołu
- Peter Kubik „Virus666” - gitara elektryczna, gitara basowa (Hellbound, Heidenreich, December Fog, ex-Grabesmond)
- Thomas Tannenberger - gitara elektryczna, perkusja
- Arthur Rosar - śpiew

### Byli członkowie zespołu
- „A. Sethnacht” - śpiew
- Lukas Lindenberger - perkusja (Amortis, Cephalic, Shadowcast)
- Michael Gregor „Silenius” - śpiew (Summoning, Kreuzweg Ost, Amestigon, Die Verbannten Kinder Evas)
- Moritz Neuner - perkusja (Korovakill, Dornenreich, Angizia, Enid, Darkwell, Even Fall, Korova, Atrocity, Graveworm, Leaves' Eyes, Shadowcast)
- Stefan Fiori - śpiew (Graveworm)
- „Tharen” lub „Rune” - instrumenty klawiszowe, śpiew (Dargaard, Amestigon, Dominion III, Heidenreich)
- „Thurisaz” - śpiew, gitara basowa (Heidenreich)

### Muzycy sesyjni
- Lucia-M. Foroutan-Kubik - instrumenty klawiszowe podczas koncertów (Grabesmond, ex-Heidenreich)

## Dyskografia

### Albumy studyjne

#### LP
- Verwüstung – Invoke the Dark Age - (1994)
- Nachthymnen (From the Twilight Kingdom) - (1995)
- Opus IV - (1996)
- Supreme Immortal Art - (1998)
- Channeling the Quintessence of Satan - (1999)
- Satanized - (2001)
- Fractal Possession - (2007)
- Time Is the Sulphur in the Veins of the Saint... - (2010)
- Totschläger (A Saintslayer's Songbook) (2020)[2]

#### EP
- Orkblut - The Retaliation - (1995)
- Apokalypse - (1997)
- Structures of Immortality - (1998)
- In Memory - (2000)
- Shockwave 666 - (2004)

#### Dema
- Ash Nazg... - (1993)
- Lux Devicta Est - (1993)
- In Hate & Sin - (1994)
- Promo Tape 2 - (1994)
- Moonrise - (1994)

### Kompilacje
- Origo Regium 1993-1994 - 1998
- Nachthymnen + Orkblut - 2004
- Verwüstung + Opus IV - 2004